# Paragona obliquisigna
Paragona obliquisigna är en fjärilsart som beskrevs av George Francis Hampson 1926. Paragona obliquisigna ingår i släktet Paragona och familjen nattflyn. Inga underarter finns listade i Catalogue of Life.